# Chengdu

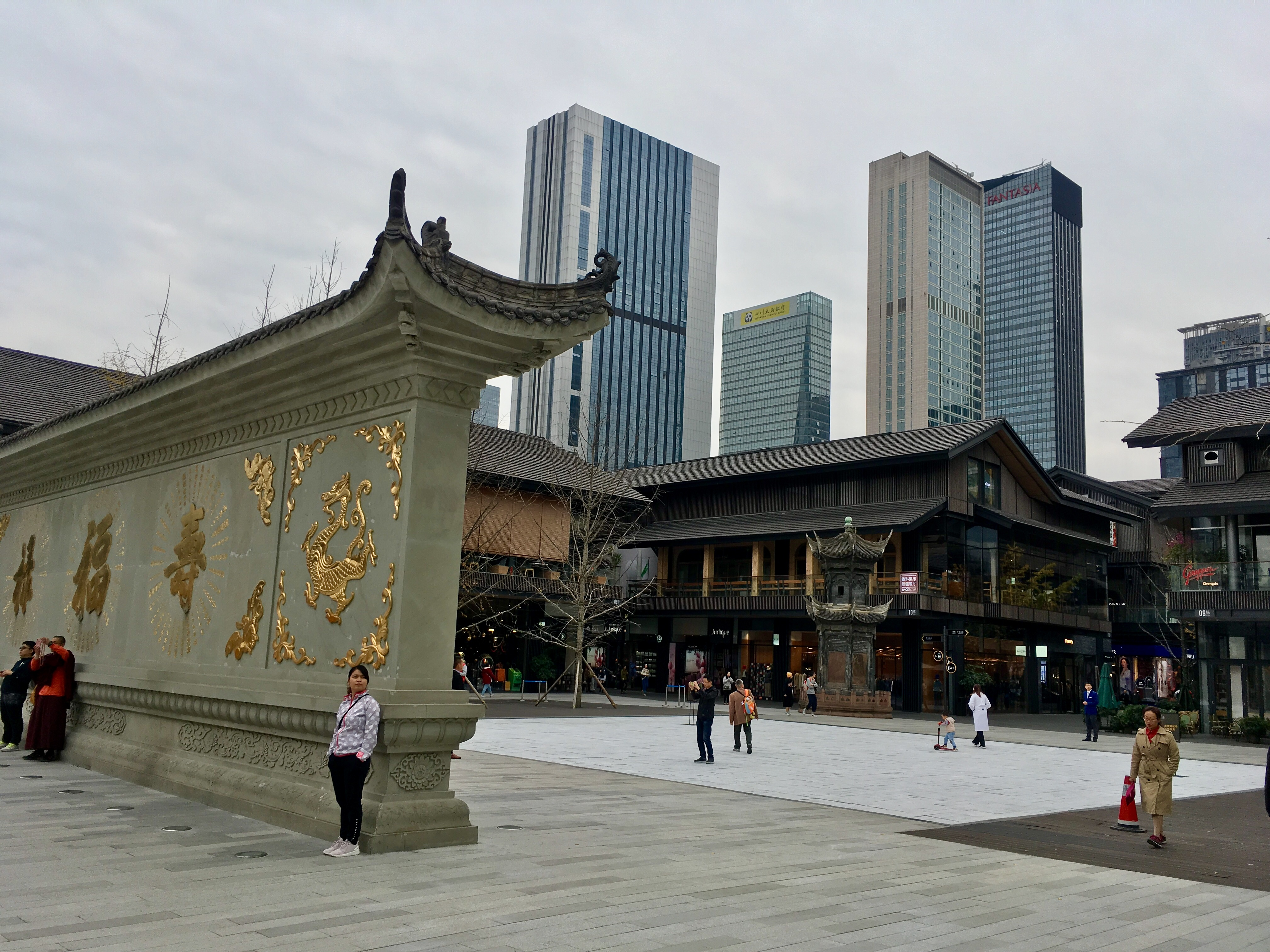
Świątynia Daci

Chengdu (Chengduⓘ; chiń. 成都; pinyin Chéngdū) – miasto w Chinach, liczące ponad 15 milionów mieszkańców, stolica prowincji Syczuan.

## Geografia i klimat
Miasto leży w zachodniej części Kotliny Syczuańskiej, w 40% na żyznej równinie Chengdu. Najniższym punktem jest ujście rzeki Zhi Shui w dystrykcie Jintang na wysokości 387 m n.p.m., zaś najwyższym szczyt w paśmie górskim Qionglai, w zachodnim dystrykcie Dayi, mający wysokość 5364 m. Przez obszar miasta przepływa kilka rzek, zaś przez ścisłe centrum rzeka Jin, która blisko najstarszej części miasta dzieli się na dwie odnogi.
Chengdu leży w strefie klimatu subtropikalnego, monsunowego. Występują tutaj duże wahania opadów w cyklu rocznym, zaś średnia wilgotność względna wynosi około 80%. Pora deszczowa występuje od czerwca do września. Zimy są łagodne, zaś lata niezbyt gorące z dużą wilgotnością powietrza.
| Miesiąc                                      | Sty | Lut  | Mar  | Kwi  | Maj  | Cze  | Lip  | Sie  | Wrz  | Paź  | Lis  | Gru  | Roczna |
| -------------------------------------------- | --- | ---- | ---- | ---- | ---- | ---- | ---- | ---- | ---- | ---- | ---- | ---- | ------ |
| Średnie temperatury w dzień [°C]             | 9.5 | 11.1 | 16.2 | 21.6 | 26.0 | 27.8 | 29.6 | 29.7 | 25.1 | 20.6 | 15.6 | 10.8 | 20,3   |
| Średnie temperatury w nocy [°C]              | 2.4 | 4.2  | 8.1  | 12.7 | 17.2 | 20.2 | 22.0 | 21.6 | 18.4 | 14.5 | 9.2  | 4.2  | 12,9   |
| Opady [mm]                                   | 7   | 10   | 21   | 47   | 87   | 103  | 231  | 224  | 132  | 39   | 17   | 5    | 77     |
| Średnia liczba dni z opadami                 | 7   | 8    | 11   | 13   | 15   | 16   | 17   | 16   | 17   | 14   | 8    | 6    | 148    |
| Źródło: Światowa Organizacja Meteorologiczna |     |      |      |      |      |      |      |      |      |      |      |      |        |

## Podział administracyjny

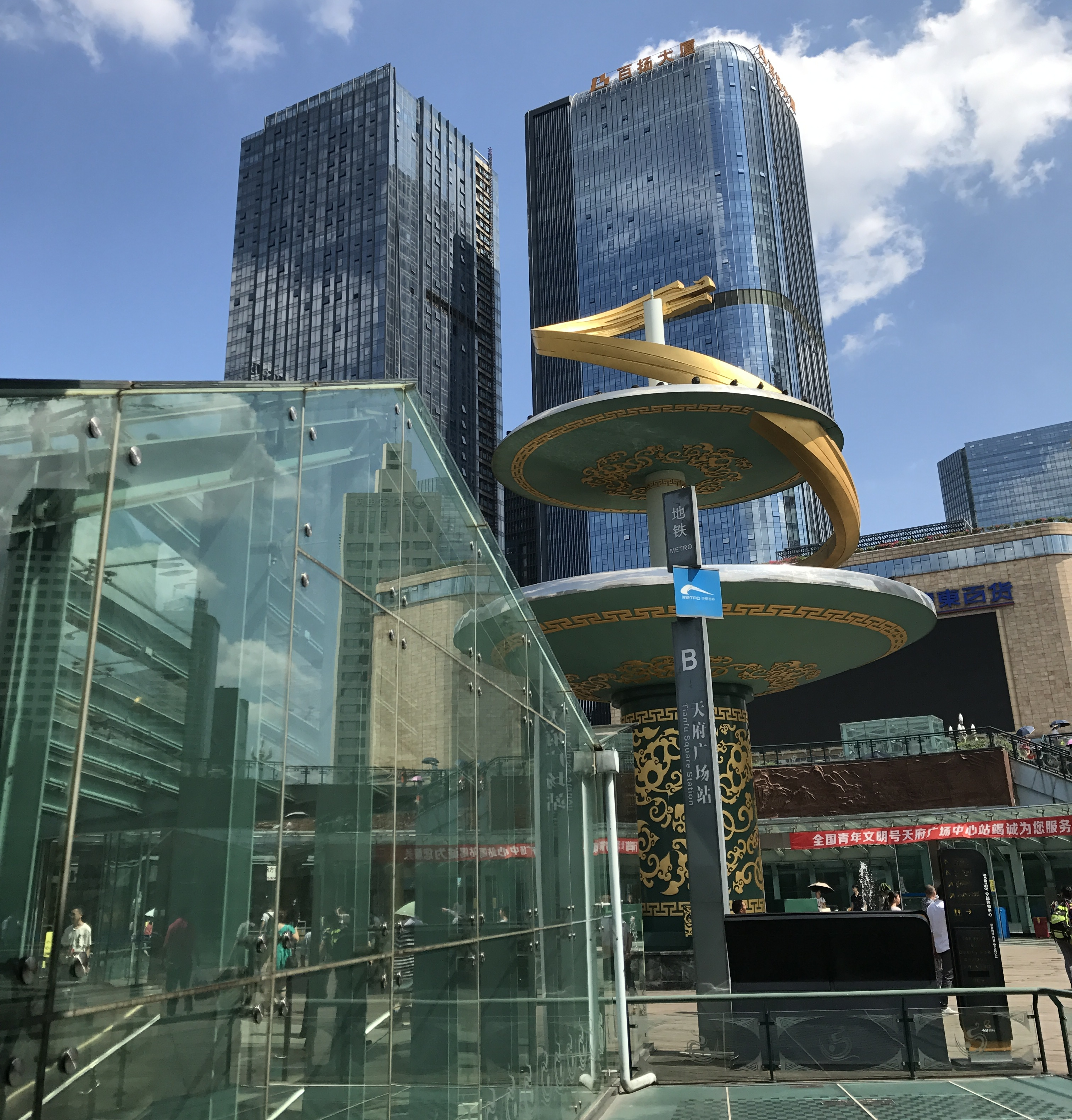
Wejście do stacji Tianfu Square (dzielnica Qingyang)

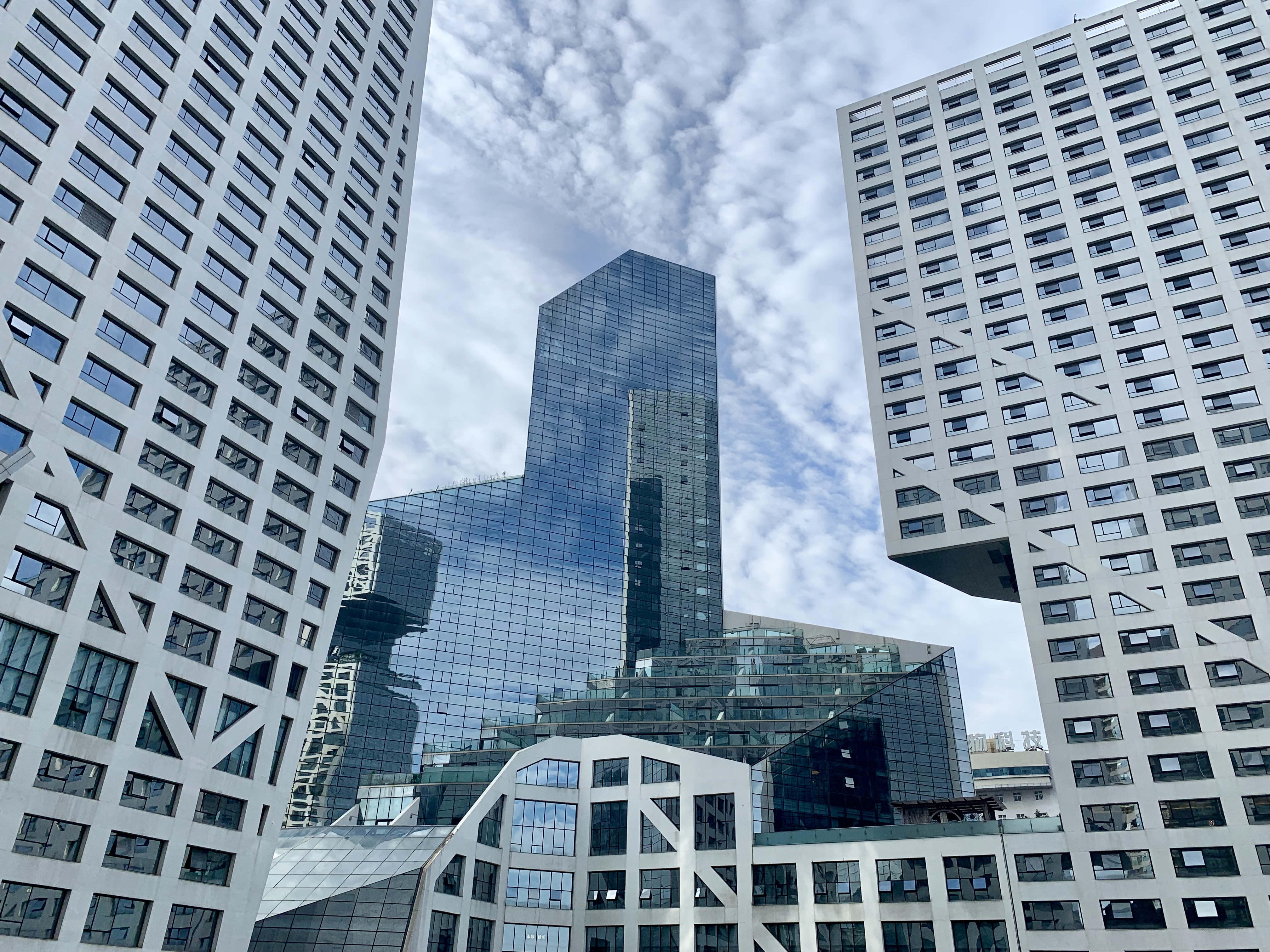
Apartementowce w dzielnicy Wuhou

Chengdu dzieli się na 11 dzielnic, 5 miast na prawach powiatów i 4 hrabstwa.
| Chenghua Jinjiang Jinniu Longquanyi Pidu Qingbaijiang Qingyang Shuangliu Wenjiang Wuhou Xindu Xinjin Dayi Jintang Pujiang Chongzhou Dujiangyan Jianyang Pengzhou Qionglai |                  |                    |                            |
| \| Nazwa dzielnicy \| Populacja (2019)[1] \| Powierzchnia (km²)[1] \| Gęstość zaludnienia (/km²) \| \| --------------------------------- \| ------------------- \| --------------------- \| -------------------------- \| \| Chenghua (成华区) \| 790 238 \| 108 \| 7317 \| \| Jinjiang (锦江区) \| 616 514 \| 61 \| 10 107 \| \| Jinniu (金牛区) \| 767 460 \| 108 \| 7106 \| \| Longquanyi (龙泉驿区) \| 739 995 \| 556 \| 1331 \| \| Pidu (郫都区) \| 654 922 \| 437 \| 1499 \| \| Qingbaijiang (青白江区) \| 423 772 \| 379 \| 1118 \| \| Qingyang (青羊区) \| 718 970 \| 66 \| 10 894 \| \| Shuangliu (双流区) \| 1 382 893 \| 1068 \| 1295 \| \| Wenjiang (温江区) \| 509 970 \| 276 \| 1848 \| \| Wuhou (硚口区) \| 1 339 697 \| 122 \| 10 981 \| \| Xindu (新都区) \| 820 371 \| 496 \| 1654 \| \| Dayi (大邑县) hrabstwo \| 509 172 \| 1284 \| 397 \| \| Jintang (金堂县) hrabstwo \| 903 580 \| 1156 \| 782 \| \| Pujiang (蒲江县) hrabstwo \| 267 521 \| 580 \| 461 \| \| Xinjin (新都县) hrabstwo \| 318 817 \| 329 \| 969 \| \| Chongzhou (崇州市) miasto pow. \| 660 917 \| 1089 \| 607 \| \| Dujiangyan (都江堰市) miasto pow. \| 622 180 \| 1208 \| 515 \| \| Jianyang (简阳市) miasto pow. \| 1 503 193 \| 2214 \| 679 \| \| Pengzhou (彭州市) miasto pow. \| 798 654 \| 1421 \| 562 \| \| Qionglai (邛崃市) miasto pow. \| 651 850 \| 1377 \| 473 \| \| Razem \| 15 000 686 \| 14 335 \| 1046 \| |                  |                    |                            |
| Nazwa dzielnicy | Populacja (2019) | Powierzchnia (km²) | Gęstość zaludnienia (/km²) |
| Chenghua (成华区) | 790 238          | 108                | 7317                       |
| Jinjiang (锦江区) | 616 514          | 61                 | 10 107                     |
| Jinniu (金牛区) | 767 460          | 108                | 7106                       |
| Longquanyi (龙泉驿区) | 739 995          | 556                | 1331                       |
| Pidu (郫都区) | 654 922          | 437                | 1499                       |
| Qingbaijiang (青白江区) | 423 772          | 379                | 1118                       |
| Qingyang (青羊区) | 718 970          | 66                 | 10 894                     |
| Shuangliu (双流区) | 1 382 893        | 1068               | 1295                       |
| Wenjiang (温江区) | 509 970          | 276                | 1848                       |
| Wuhou (硚口区) | 1 339 697        | 122                | 10 981                     |
| Xindu (新都区) | 820 371          | 496                | 1654                       |
| Dayi (大邑县) hrabstwo | 509 172          | 1284               | 397                        |
| Jintang (金堂县) hrabstwo | 903 580          | 1156               | 782                        |
| Pujiang (蒲江县) hrabstwo | 267 521          | 580                | 461                        |
| Xinjin (新都县) hrabstwo | 318 817          | 329                | 969                        |
| Chongzhou (崇州市) miasto pow. | 660 917          | 1089               | 607                        |
| Dujiangyan (都江堰市) miasto pow. | 622 180          | 1208               | 515                        |
| Jianyang (简阳市) miasto pow. | 1 503 193        | 2214               | 679                        |
| Pengzhou (彭州市) miasto pow. | 798 654          | 1421               | 562                        |
| Qionglai (邛崃市) miasto pow. | 651 850          | 1377               | 473                        |
| Razem | 15 000 686       | 14 335             | 1046                       |

## Historia

### Wczesna historia

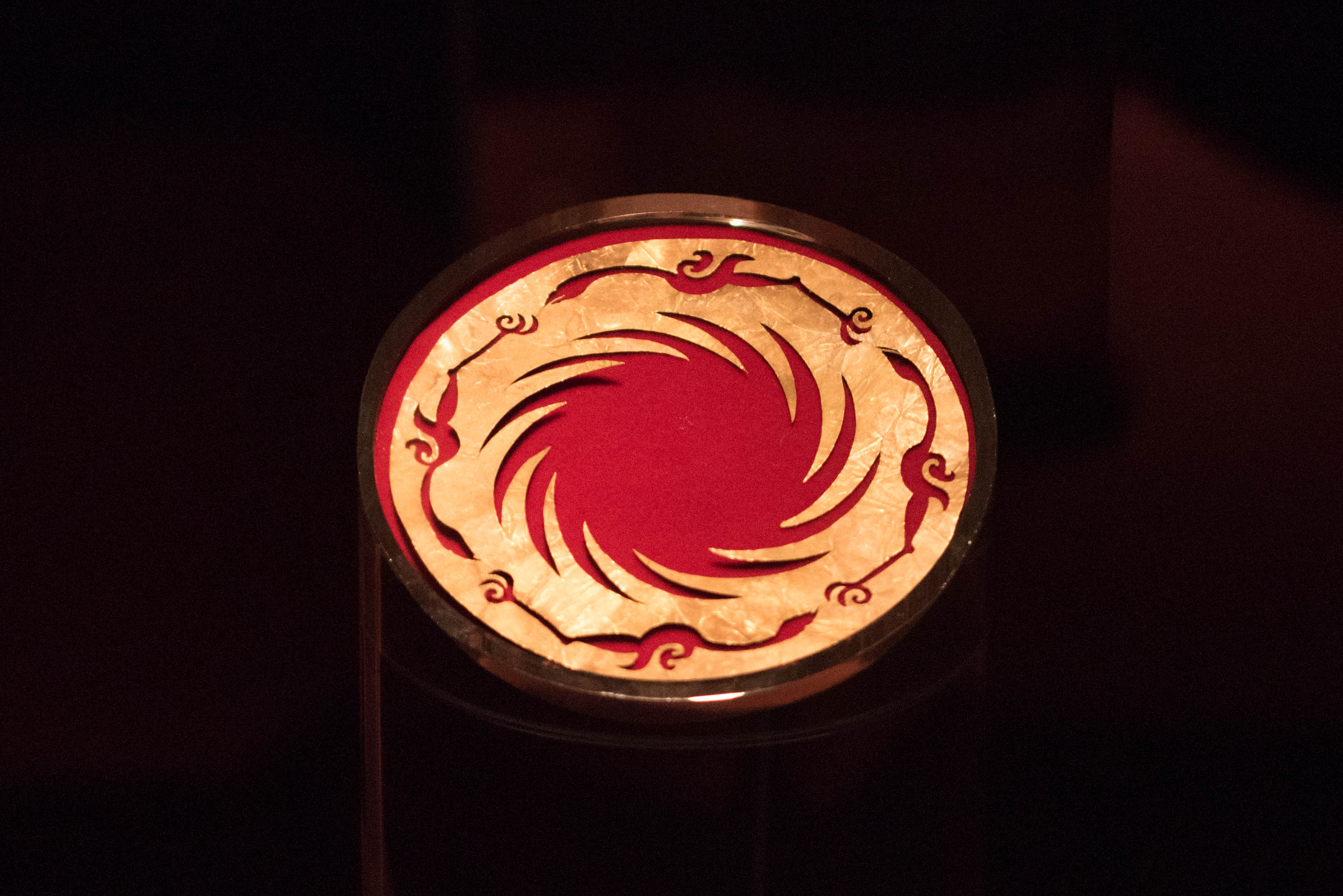
Złota patera przedstawiająca cztery nektarniki wokół słońca (XVI-XI w. p.n.e.)

Najstarsze ślady osadnictwa na terenie dzisiejszego Chengdu pochodzą sprzed 4500 lat. Na obszarze obejmującym miasto znajdowała się stolica państwa Shu, które istniało od XI wieku p.n.e. do końca IV wieku p.n.e. Z powyższego okresu pochodzi obszar religijno-ofiarny Jinsha w dystrykcie Qingyang oraz grobowce w centralnej części miasta. W 316 roku p.n.e. po podbiciu miasta przez Qin, stało się ono stolicą prefektury, zaś w 311 roku p.n.e. rozpoczęto budowę murów miejskich. W tym okresie rozpoczęto także budowę Shu Dao, pierwszej drogi biegnącej z Syczuanu do północnej prowincji Shaanxi, której trasa biegnie przez urwiste góry i momentami jest wykuta w stromych klifach. Około 251 roku p.n.e. ukończono budowę systemu irygacyjnego Dujiangyan, który funkcjonuje do obecnych czasów.

### II wiek p.n.e. – XVII wiek

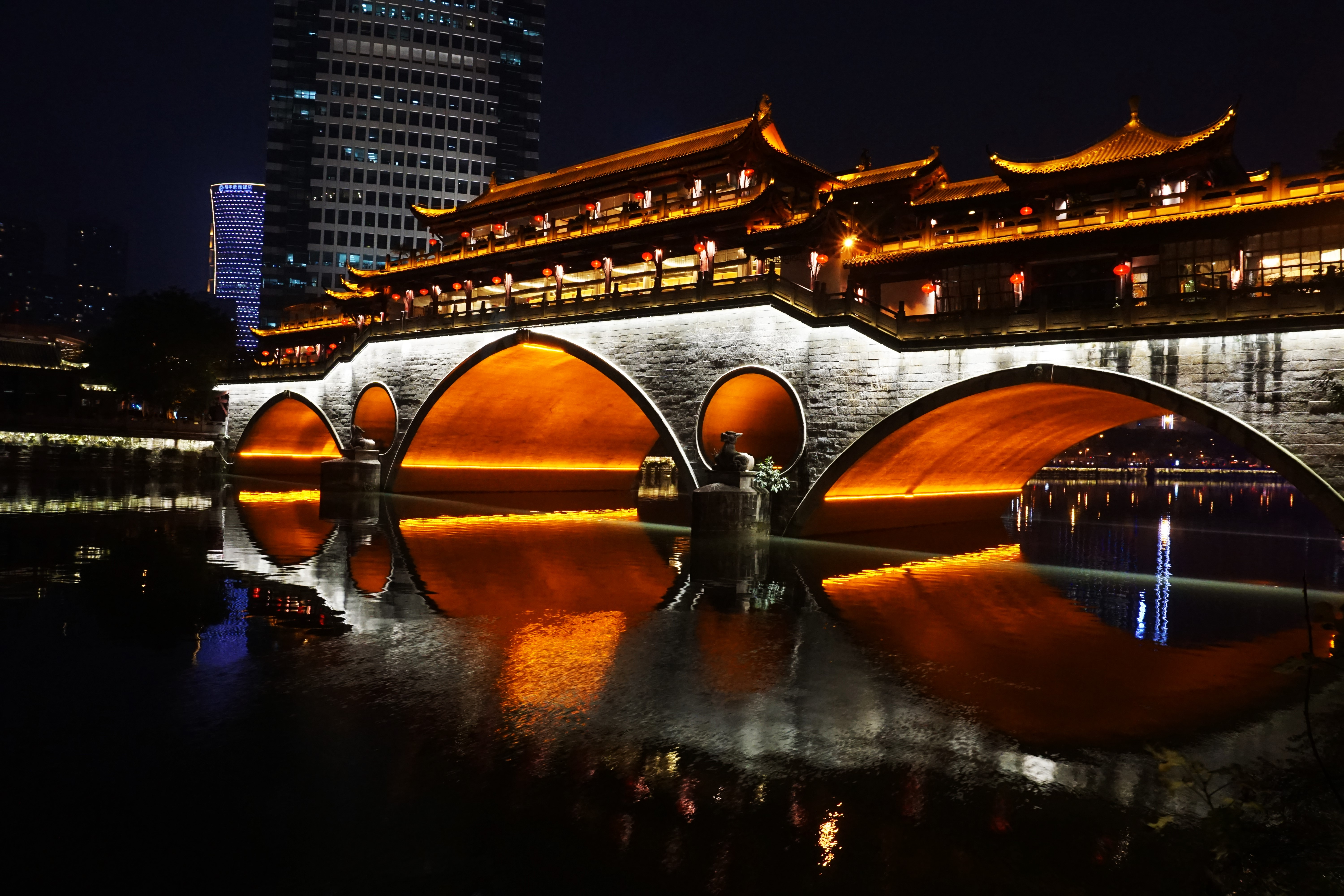
Most Anshun

Od czasów panowania dynastii Han Chengdu stawało się jednym z najważniejszych ośrodków polityki i gospodarki w Chinach. W tym okresie miasto słynęło z produkcji wysokiej jakości brokatu, eksportowanego także poza granice państwa. Według chińskiej historii, na górze Qingcheng, która znajduje się na północy zespołu miejskiego, w 142 roku Zhang Daoling ustanowił doktrynę religijnego taoizmu. W połowie VIII wieku zamieszkiwali w Chengdu Du Fu i Li Bai, uznawani za jednych z najwybitniejszych poetów chińskich, tworząc w tym okresie jedne z najważniejszych swoich dzieł.
W epoce Trzech Królestw Chengdu było stolicą królestwa Shu Han, zaś po zjednoczeniu pozostawało stolicą prowincji Syczuan i jednym z najważniejszych ośrodków gospodarczych cesarstwa. W 1023 roku w Chengdu wprowadzono najwcześniejszą papierową walutę na świecie – jiaozi, która była powszechnie uznawanym środkiem płatniczym wymienialnym na monety. Wenecki kupiec i podróżnik Marco Polo w drugiej połowie XIII wieku przebywał w mieście i opisał ówczesną zabudowę mostu Anshun.
W 1362 roku miasto zostało na krótko zdobyte podczas Powstania Czerwonych Turbanów. Pod koniec XIV wieku cesarz Hongwu, pierwszy z dynastii Ming, wybudował dla swojego syna pałac, którego mury o wysokości 5 metrów miały długość 4,5 km. Pałac został zniszczony podczas wojen w okresie upadku dynastii Ming w połowie XVII wieku. Po dwuletniej okupacji miasta w latach 1644-1646, w wyniku masakr dokonanych przez wojska Zhanga Xianzhonga oraz późniejszych działań wojennych, Chengdu niemal całkowicie się wyludniło. W 1696 roku powołano w mieście dzisiejszą diecezję rzymskokatolicką.

### XVIII - XX wiek

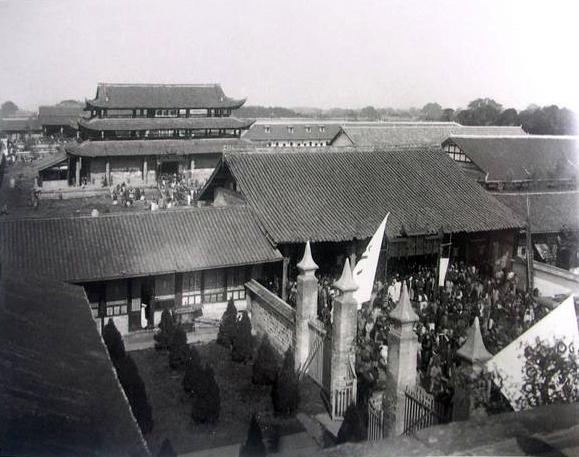
Pałac królewski na początku XX wieku (nieistniejący obecnie)

Po tragicznych wydarzeniach z połowy XVII wieku w wyniku których prowincja utraciła około 75% populacji, przez dziesięciolecia tereny były zasiedlane przez ludność z sąsiednich prowincji. Ponownie rozwinął się przemysł związany z produkcją brokatu, pod koniec panowania dynastii Qing w mieście działało ponad 2000 prywatnych warsztatów posiadających około 10 tysięcy krosień. Równina Chengdu słynęła również z uprawy wysokiej jakości tytoniu.
Wybudowanie w 1877 roku fabryki broni przez gubernatora prowincji zainicjowało w mieście budowę zakładów w stylu zachodnim. W 1896 roku z polecenia cesarza Guangxu założono Syczuańską Szkołę Chińską i Zachodnią, zaś w 1910 roku zachodni misjonarze otworzyli szkołę medyczną pod nazwą Zachodnio-Chiński Uniwersytet, z obydwu wywodzi się obecny Uniwersytet Syczuański. Na początku XX wieku ludność samego miasta liczyła od 450 do 500 tysięcy osób, zaś całej równiny Chengdu około 5 milionów osób. Przez miasto przechodziły główne szlaki handlowe prowincji, zaś samo Chengdu było wówczas otoczone murem o łącznej długości ponad 19 km. Dzisiejsza ulica handlowa Chunxi Road, która została wybudowana w latach dwudziestych XX wieku, skupiała wówczas 70% biznesu całego miasta.
W czasie wojny chińsko-japońskiej toczonej od 1937 roku, miasto pozostawało w rękach rządu chińskiego, którego tymczasową siedzibą, jak też główną bazą wojsk pod dowództwem Czang Kaj-szeka był Chongqing, drugie wielkie miasto Kotliny Syczuańskiej. Chengdu w tym okresie było wielokrotnie celem nalotów prowadzonych przez bombowce japońskie. Podczas II wojny światowej z lotnisk w Chengdu i okolicy korzystała XIV Armia Powietrzna Stanów Zjednoczonych, walcząca z Japonią, zaś bombowce B-29 wielokrotnie atakowały cele na wyspach japońskich oraz na obszarach okupowanych przez wojska japońskie w Chinach. Chengdu było ostatnim ważnym miastem kontynentu pozostającym w rękach nacjonalistów po przegranej wojnie domowej z komunistami. Miasto zostało zdobyte przez wojska Chińskiej Armii Ludowo-Wyzwoleńczej pod koniec grudnia 1949 roku.
W 1952 roku otwarto połączenie kolejowe z Chongqing, które jednocześnie było pierwszą nowo wybudowaną linią w Chińskiej Republice Ludowej. Port lotniczy Chengdu-Shuangliu oddano do użytku cywilnego w 1956 roku. W tym samym roku założono Uniwersytet Elektroniki i Technologii w Chengdu. Pierwszą linię kolejową prowadzącą poza prowincję Syczuan, do Baoji w północnej prowincji Shaanxi, oddano do użytku w 1958 roku, której fragment był jednocześnie pierwszą zelektryfikowaną linią w historii kraju. W tym samym roku zburzono mur miejski, pozostawiając 9 odcinków o łącznej długości około 1 km. W 1970 roku otwarto linię o długości ponad 1000 km do leżącego na południu Kunming w prowincji Junnan, prowadzącą w większości przez tunele i wiadukty z uwagi na górzysty teren.
Pierwszą obwodnicę miasta tzw. wewnętrzną, biegnącą w większości wzdłuż dawnych murów miejskich o długości 19,4 km ukończono w 1986 roku. Jedna z najstarszych wyższych uczelni w kraju, założony w 1896 roku Uniwersytet Południowo-Zachodni Jiaotong, przeniósł się do Chengdu w 1988 roku. W 1991 roku otwarto w mieście, jako jedną z pierwszych w kraju strefę zaawansowanych technologii Chengdu (Chengdu Hi-tech Industrial Development Zone). Drugą obwodnicę miasta o długości 28,3 km oddano do użytku w 1993 roku. W tym samym roku pierwsze firmy z Fortune Global 500 dokonały inwestycji w mieście.

### XXI wiek

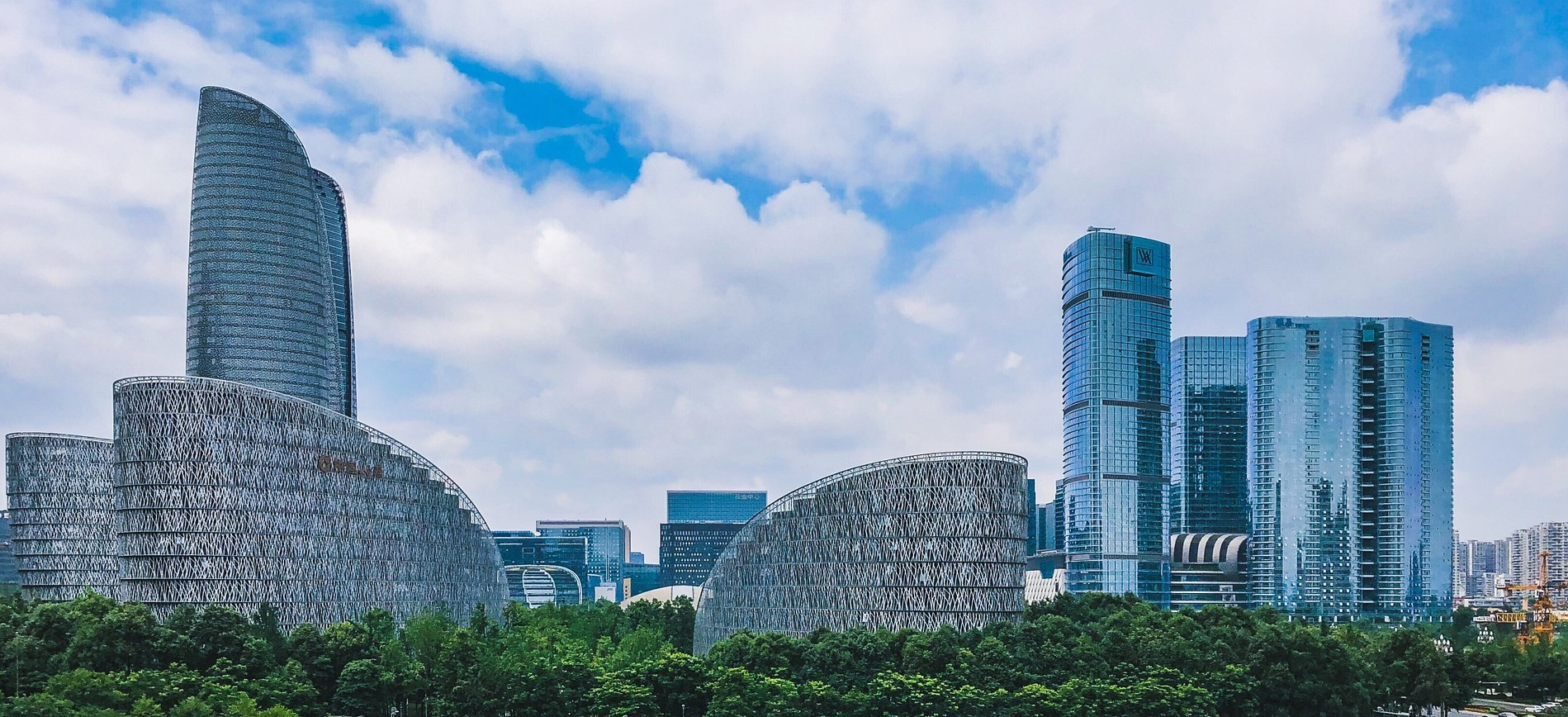
Tianfu Center

W 2002 roku ukończono trzecią obwodnicę o długości 51 km oraz czwartą o długości 85 km (pierwszą o statusie drogi ekspresowej). Trzęsienie ziemi w Syczuanie o sile 7,9 w skali Richtera, które miało miejsce 7 maja 2008 roku, pociągnęło za sobą dużą liczbę ofiar śmiertelnych oraz poczyniło znaczne szkody w mieście.
Uroczyste otwarcie pierwszej linii metra w Chengdu, a zarazem pierwszej w zachodnich Chinach, odbyło się 27 września 2010 roku. W tym samym roku UNESCO nadało Chengdu, jako drugiemu miasto na świecie tytuł „Gastronomicznej stolicy świata”. W 2013 roku oddano do użytku New Century Global Center, największy budynek na świecie pod względem powierzchni użytkowej. Chengdu od 26 kwietnia 2013 roku jest jedną z końcowych stacji tzw. nowego szlaku jedwabnego, regularnego połączenia kolejowego z Europą utworzonego w wyniku inicjatywy „jeden pas i jedna droga”. Dwie kolejne obwodnice o statusach drogi ekspresowej tj. piątą o długości 223 km oraz szóstą o długości 459 km (biegnącą częściowo poza granicami miasta), oddano do użytku odpowiednio w 2015 i 2021 roku.
W 2019 roku Chengdu zostało wybrane na gospodarza Letniej Uniwersjady w 2021 roku, lecz z uwagi na panującą na świecie pandemię COVID-19 została ona przeniesiona na 2022 rok. Powyższa impreza sportowa przyczyniła się do wybudowania w mieście szeregu obiektów sportowych, na czele ze stadionami o pojemności 60 i 40 tysięcy widzów.
Pod koniec 2020 roku, po uruchomieniu 5 nowych linii metra (w tym jednej automatycznej), łączna długość systemu w Chengdu wyniosła 558 km, co czyniło go czwartym najdłuższym systemem metra na świecie. W czerwcu 2021 roku otwarto Port Lotniczy Chengdu Tianfu, dzięki czemu Chengdu zostało trzecim po Pekinie i Szanghaju mieście w Chinach, które posiada dwa międzynarodowe porty lotnicze. W trakcie realizacji jest największy transportowy projekt w Chinach, linia kolei dużych prędkości Syczuan – Tybet, mająca połączyć Chengdu z Lhasą, stolicą Tybetańskiego Regionu Autonomicznego. W budowie jest środkowy odcinek o długości 1011 km pomiędzy Ya’an a Nyingchi, który ma być ukończony do 2030 roku.

## Demografia

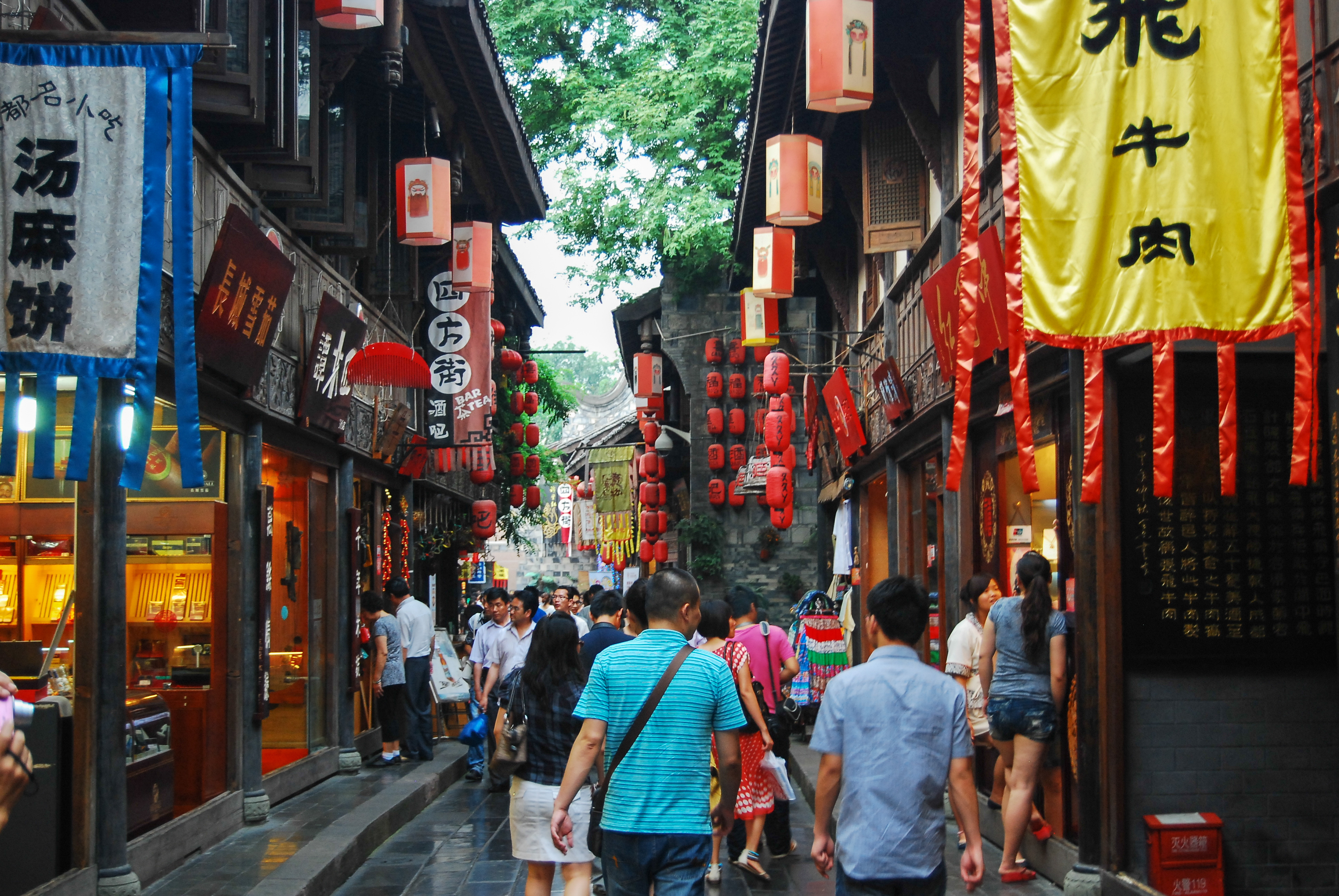
Historyczna ulica Jinli

W 2019 roku w Chengdu mieszkało 15 000 686 osób. Wśród osób zameldowanych na stałe 50,4% mieszkańców było mężczyznami, a 49,6% kobietami.
| Ludność Chengdu od 1950 roku |            |      |
| Rok                          | Populacja  | +/-  |
| 1950                         | 5 048 000  |      |
| 1960                         | 5 701 100  | +13% |
| 1970                         | 6 952 100  | +22% |
| 1980                         | 8 225 400  | +18% |
| 1990                         | 9 195 000  | +12% |
| 2000                         | 10 133 500 | +10% |
| 2010                         | 11 490 700 | +13% |
| 2015                         | 12 280 500 | +7%  |
| 2019                         | 15 000 686 | +22% |

## Gospodarka

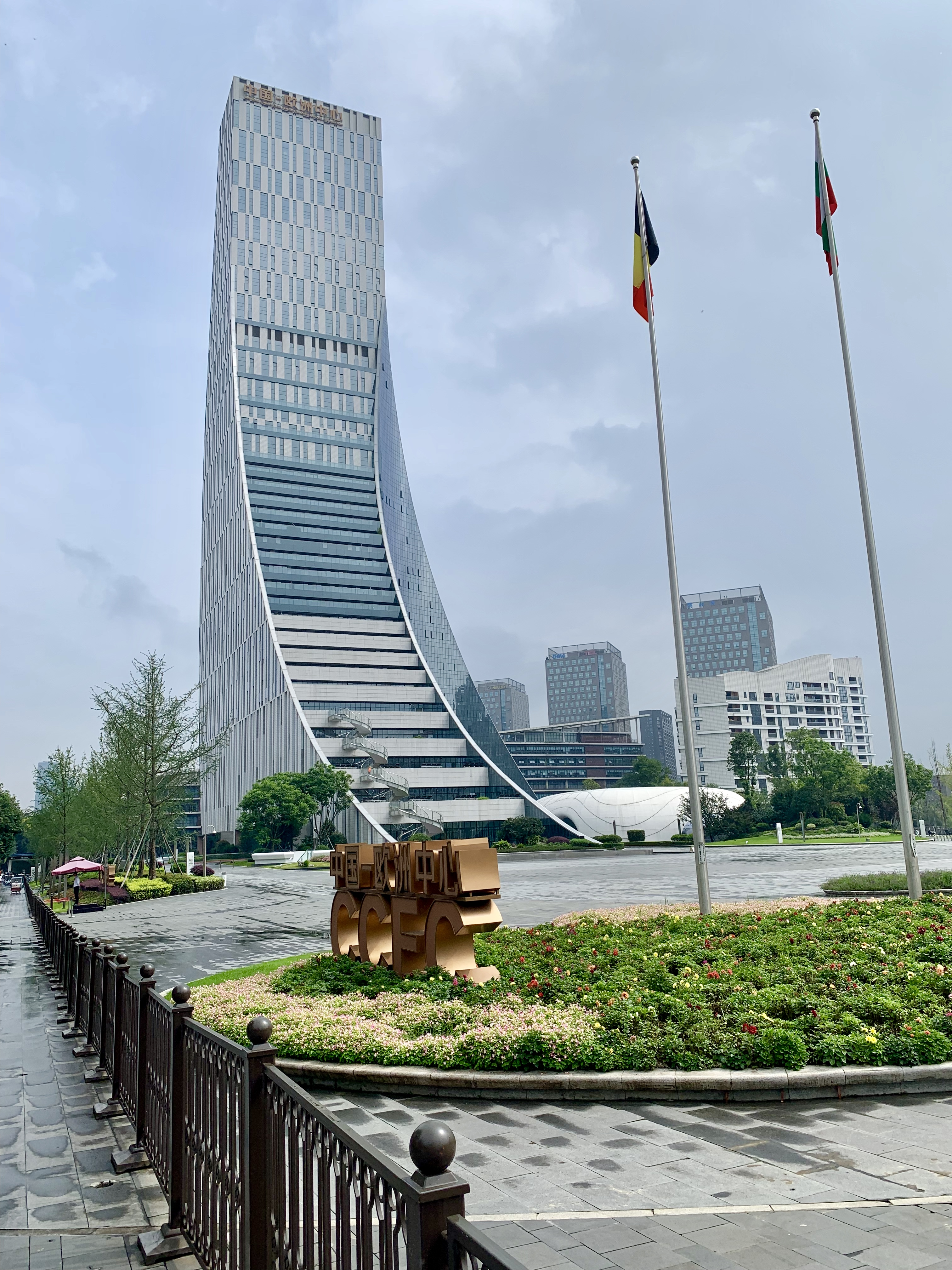
Centrum Chińsko-Europejskie

W 2019 roku przychód PKB Chengdu zaliczył wzrost 8% w stosunku do poprzedniego roku i wyniósł ponad 1,7 biliona CNY, co stanowiło ósmy wynik na kontynentalnych Chinach. W 2019 roku sektor usług odpowiadał za 65,6% przychodu PKB miasta, zaś za 34,4% pozostałe sektory gospodarki tj. 30,8% - sektor przemysłowy i 3,6% - sektor rolniczy.
Otwarta w 1991 roku jako jedna z pierwszych w kraju strefa zaawansowanych technologii Chengdu (Chengdu Hi-tech Industrial Development Zone) w 2019 roku osiągnęła przychód PKB w wysokości 228 miliardów CNY, co stanowiło ponad 13% przychodu całego miasta. Ponadto od 2000 roku działa specjalna strefa ekonomiczna Chengdu Economic & Technological Development Zone, która odpowiada za 8% przychodu miasta. Działająca od 1 kwietnia 2017 roku Syczuańska strefa wolnego handlu, obejmuje w mieście trzy lokacje: część wyżej wymienionej strefy zaawansowanej technologii, międzynarodowy terminal kolejowy oraz centrum logistyczne przy porcie lotniczym Chengdu-Shuangliu.
Do końca 2018 roku 285 firm z listy Fortune Global 500 dokonało inwestycji w mieście. W Chengdu na początku 2020 roku siedzibę miało 96 spółek notowanych na giełdzie, o całkowitej wartości rynkowej ponad 793 miliardy CNY, co stanowiło dziesiąty wynik w kraju.
Do rozwoju miasta przyczynił się także fakt, iż Chengdu od 26 kwietnia 2013 roku jest jedną z końcowych stacji tzw. nowego szlaku jedwabnego, regularnego połączenia kolejowego z Europą utworzonego w wyniku inicjatywy „jeden pas i jedna droga”. Do końca sierpnia 2020 roku miasto obsłużyło ponad 6000 pociągów towarowych na powyższej trasie.
W 2019 roku dochód rozporządzalny mieszkańca Chengdu zameldowanego na stałe wyniósł 45 878 CNY, który w stosunku do poprzedniego roku (bez uwzględnienia inflacji) wzrósł o 9%.

## Transport

### Transport kolejowy

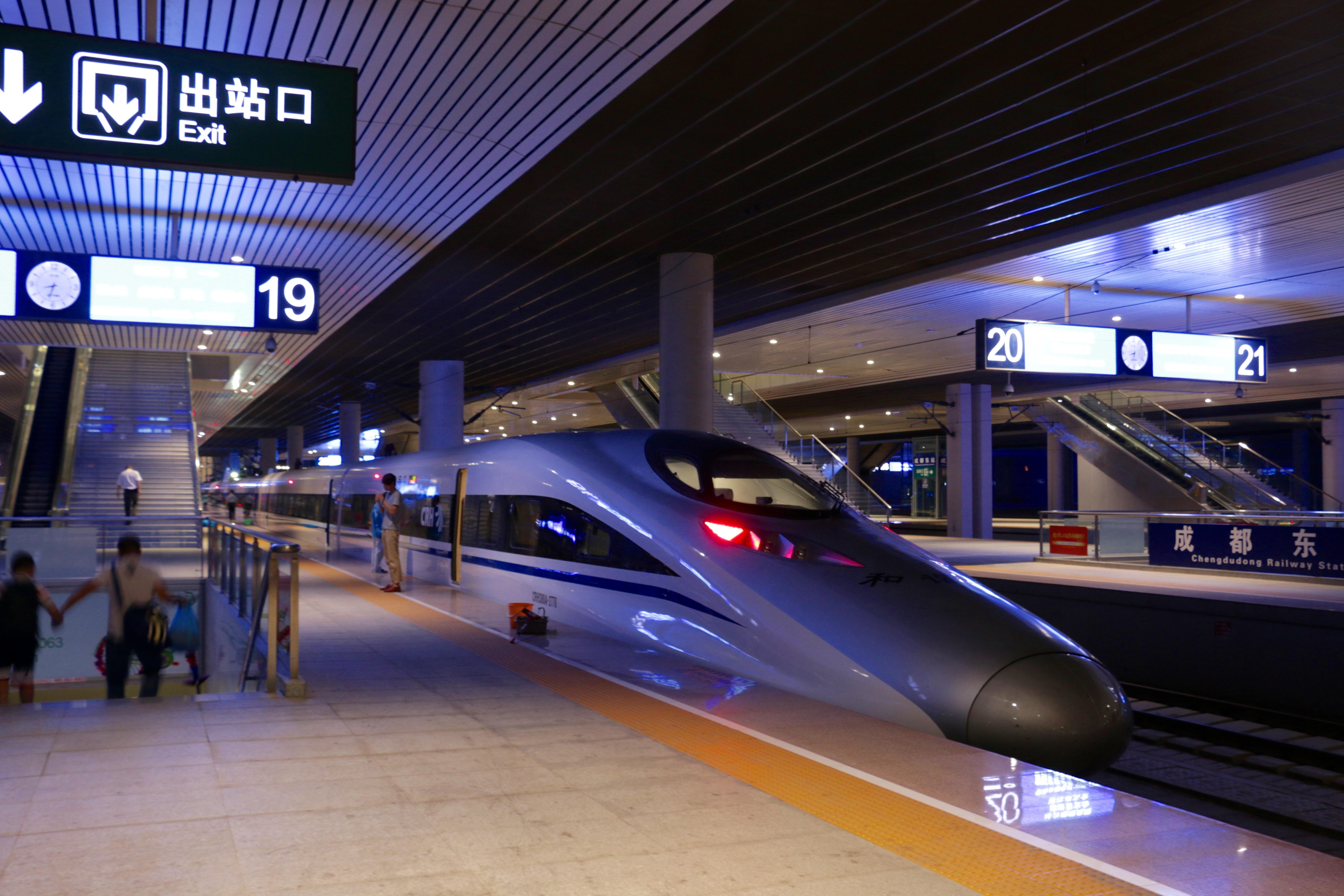
Dworzec Wschodni w Chengdu

Największymi dworcami w Chengdu są odpowiednio: Wschodni, Główny i Południowy. Z powyższych dworców kursują pociągi kolei dużej prędkości, które obsługują m.in. bezpośrednie połączenia do Kantonu, Szanghaju i Pekinu oraz biegnącą w połowie przez tunele i wiadukty linię do Guiyang. Ponadto w 2018 roku oddano linię do sąsiedniego miasta Ya’an, z którego od 2030 roku mają kursować pociągi dużej prędkości do Nyingchi w Tybecie. W okresie od 28 września do 8 października 2020 roku, przypadającym na święto narodowe wszystkie stacje obsłużyły ponad 3,2 mln osób wyjeżdżających z miasta, w tym 372 tysiące w dniu 1 października 2020 roku.

### Transport lotniczy
Miasto obsługuje port lotniczy Chengdu-Shuangliu, z którego w 2019 roku skorzystało prawie 56 mln pasażerów co stawiało je na czwartym miejscu w kraju pod względem ilości obsłużonych osób. W czerwcu 2021 roku otwarto Port Lotniczy Chengdu Tianfu, który docelowo ma obsługiwać do 120 mln pasażerów rocznie.

### Transport drogowy

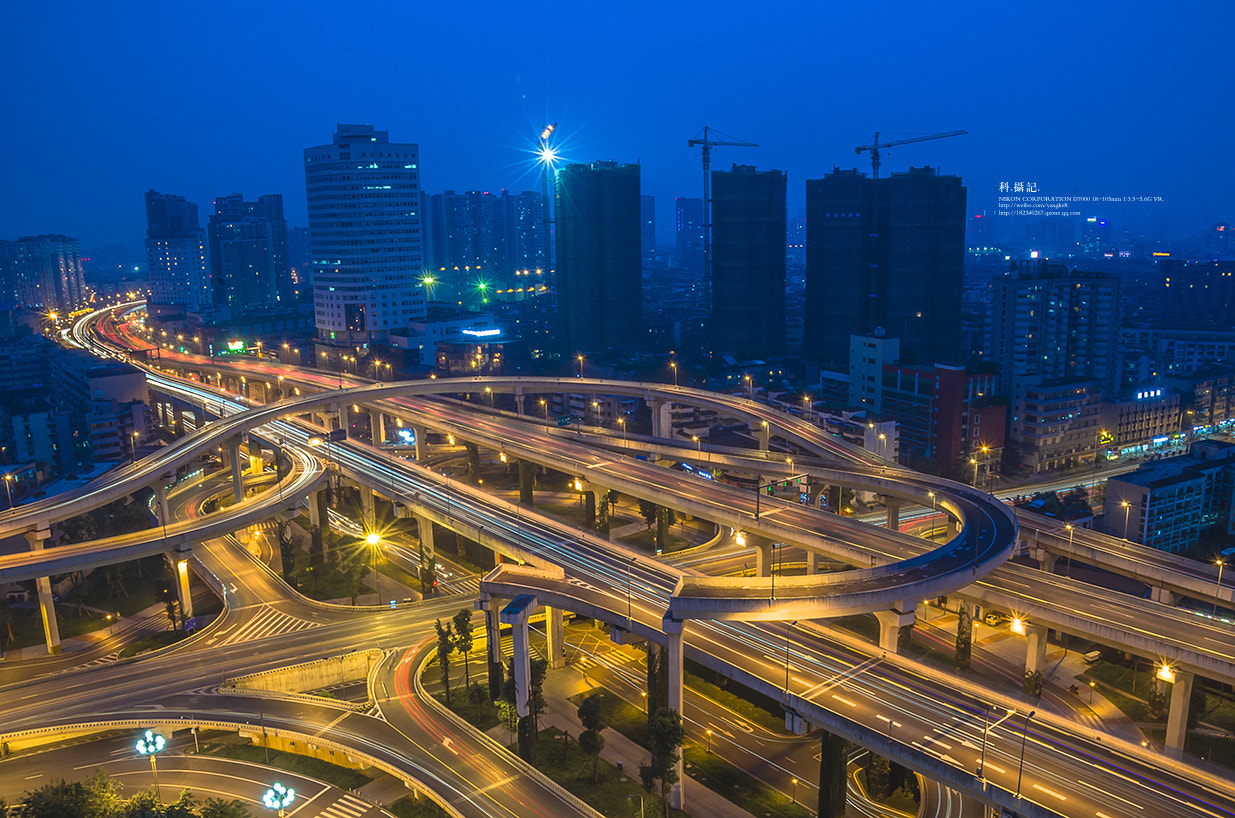
Druga obwodnica (dystrykt Jinniu)

W połowie 2020 roku w Chengdu było zarejestrowanych ponad 5 mln samochodów, ustępując w kraju pod tym względem jedynie Pekinowi.
Miasto posiada trzy zwykłe obwodnice i trzy o statusie dróg ekspresowych.
Najważniejsze drogi wychodzące z Chengdu:
- autostrada G108 – biegnąca z Pekinu do Kunming;
- autostrada G213 – biegnąca z Lanzhou do Mohan (przejście graniczne z Laosem);
- autostrada G317 – biegnąca do Nagqu;
- autostrada G318 – biegnąca z Szanghaju do Zhangmu (Tybet) przy granicy z Nepalem;
- autostrada G319 – biegnąca do Xiamen;
- autostrada G321 – biegnąca do Kantonu;
- droga ekspresowa G42 – biegnąca do Szanghaju;
- droga ekspresowa G5013 – biegnąca do Chongqing.

### Transport publiczny

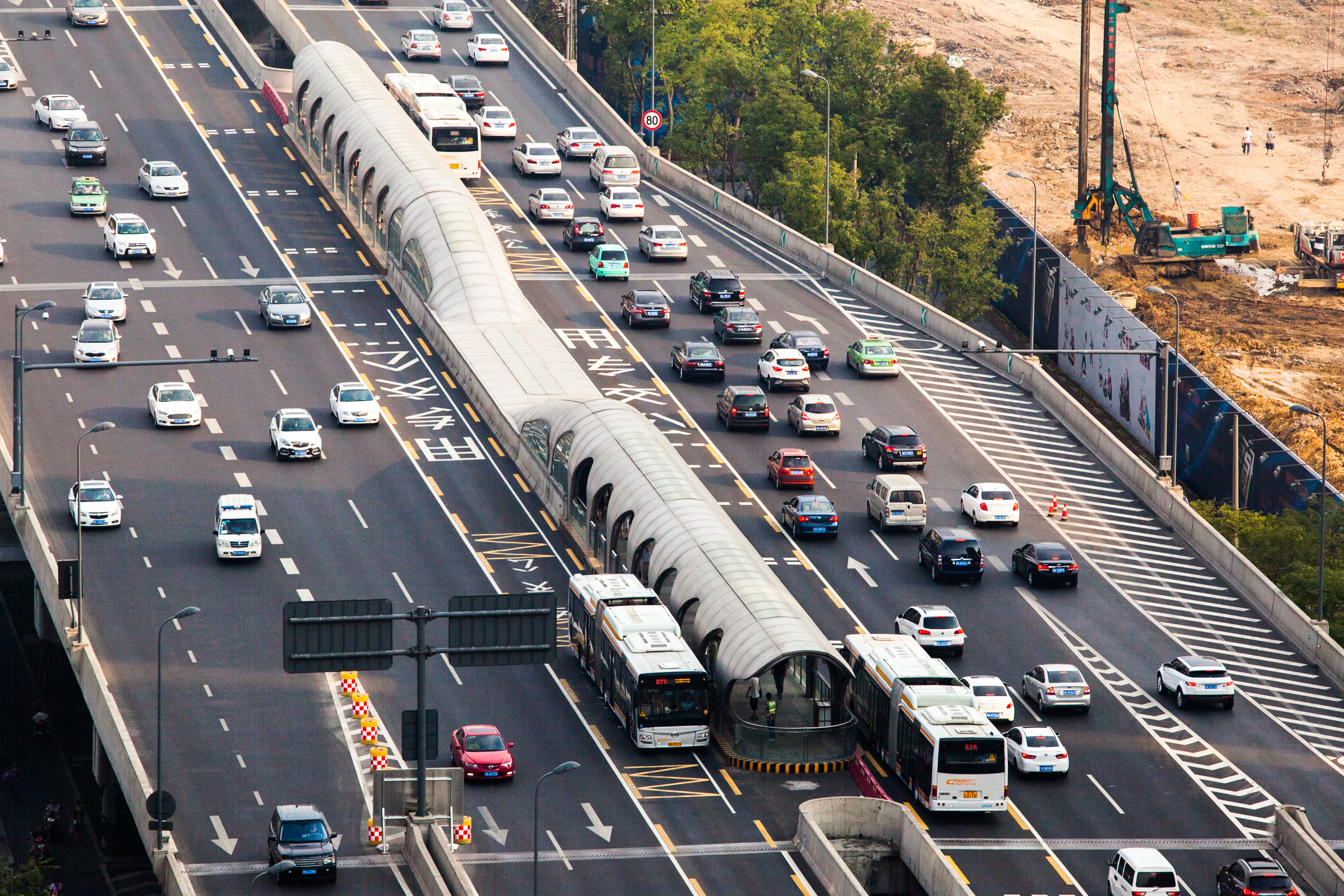
System BRT w Chengdu

W 2020 roku z transportu publicznego w Chengdu korzystało dziennie średnio 6,820 mln pasażerów, w tym:
- autobusy: 2,986 mln
- metro: 3,313 mln
- taxi: 521 tysięcy[57].

Na koniec 2019 roku Chengdu posiadało 1132 linie transportu publicznego, które były obsługiwane przez prawie 16 tysięcy autobusów. Ponadto w mieście było zarejestrowanych ponad 16 tysięcy taksówek. Miasto posiada cztery linie systemu BRT.
Pod koniec 2020 roku system metra w Chengdu miał długość 558 km i liczył 13 linii.

## Najwyższe budynki
W Chengdu pod koniec lipca 2021 roku znajdowało się 88 budynków których wysokość przekraczała 150 metrów.
| Miejsce | Nazwy najwyższych budynków                        | Wysokość (m) | Rok ukończenia |
| ------- | ------------------------------------------------- | ------------ | -------------- |
| 1       | Chengdu International Finance Square Tower 1      | 247          | 2014           |
| 1       | Chengdu International Finance Square Tower 2      | 247          | 2014           |
| 3       | Global Times Center                               | 243          | 2016           |
| 4       | Western International Finance Center Conrad Hotel | 241          | 2015           |
| 5       | Tianxi Twin Towers 1                              | 222          | 2017           |
| 5       | Tianxi Twin Towers 2                              | 222          | 2017           |
| 7       | Tianfu IFC 1                                      | 220          | 2018           |
| 7       | Tianfu IFC 2                                      | 220          | 2018           |
| 7       | Waldorf Astoria Chengdu                           | 220          | 2017           |
| 10      | Oriental Hope Intertek Plaza 1                    | 219          | 2016           |
| 10      | Oriental Hope Intertek Plaza 2                    | 219          | 2016           |

## Edukacja

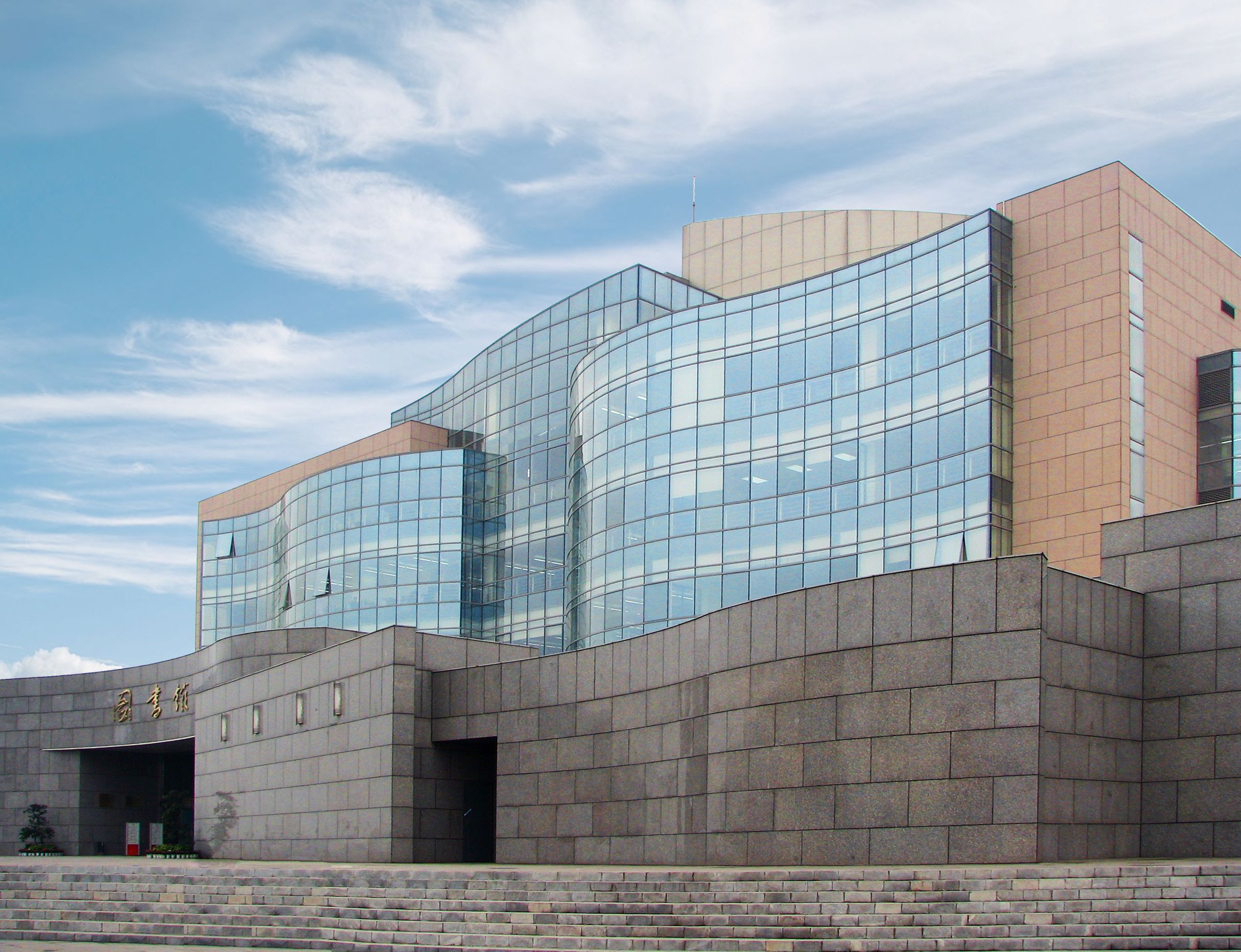
Biblioteka Uniwersytetu Syczuańskiego

W 2019 roku w Chengdu znajdowały się 57 wyższych uczelni, na których studiowało około 880 tysięcy osób, ponadto w mieście funkcjonowało 708 szkół średnich i 607 szkół podstawowych.
Najstarszymi wyższymi uczelniami w Chengdu są:
- Uniwersytet Syczuański (四川大学) (zał. w 1896 roku, w 2021 roku na 14. miejscu w rankingu najlepszych uniwersytetów w kraju[73])
- Uniwersytet Południowo-Zachodni Jiaotong (西南交通大学) (zał. w 1896 roku, w 2021 roku na 51. miejscu w rankingu)

Ponadto w 2021 roku w pierwszej setce najlepszych uniwersytetów w Chinach znajdował się także:
- Uniwersytet Elektroniki i Technologii (电子科技大学) (zał. w 1956, w 2021 roku na 31. miejscu w rankingu)

Pozostałe notowane wyższe uczelnie:
- Południowo-Zachodni Uniwersytet Naftowy (西南石油大学)
- Syczuański Uniwersytet Rolniczy (四川农业大学)
- Politechnika Chengdu (成都理工大学)
- Uniwersytet Technologii Informacyjnych Chengdu (成都信息工程大学)
- Syczuański Uniwersytet Pedagogiczny (四川师范大学)
- Uniwersytet Chengdu (成都大学)
- Uniwersytet Xihua (西华大学)
- Uniwersytet Technologiczny w Chengdu (成都工业学院)
- Południowo-Zachodni Uniwersytet Narodowości (西南民族大学)

Ponadto w mieście funkcjonują m.in. następujące wyższe uczelnie:
- Południowo-Zachodni Uniwersytet Finansów i Ekonomii (西南财经大学)
- Uniwersytet Medycyny Chińskiej Chengdu (成都中医药大学)
- Syczuańskie Konserwatorium Muzyczne (四川音乐学院)
- Akademia Medyczna Chengdu (成都医学院)
- Akademia Wychowania Fizycznego Chengdu (成都体育学院)

## Kultura i religia
Miasto słynie z kuchni syczuańskiej. UNESCO nadało Chengdu jako drugiemu miastu na świecie tytuł „Gastronomicznej stolicy świata”. Chengdu jest też głównym ośrodkiem rozwoju opery syczuańskiej. Rejon równiny Chengdu znany jest także z haftu syczuańskiego, brokatu syczuańskiego, zdobienia laką oraz tkania z bambusa. Od 2007 roku co dwa lata odbywa się w mieście pod patronatem UNESCO Festiwal Niematerialnego Dziedzictwa Kulturowego. W 2019 roku w Chengdu działało 49 muzeów.
W mieście znajduje się siedziba rzymskokatolickiej diecezji Chengdu. Na górze Qingcheng, na której znajduje się szereg świątyń, wedle podań Zhang Daoling ustanowił doktrynę religijnego taoizmu.

## Atrakcje

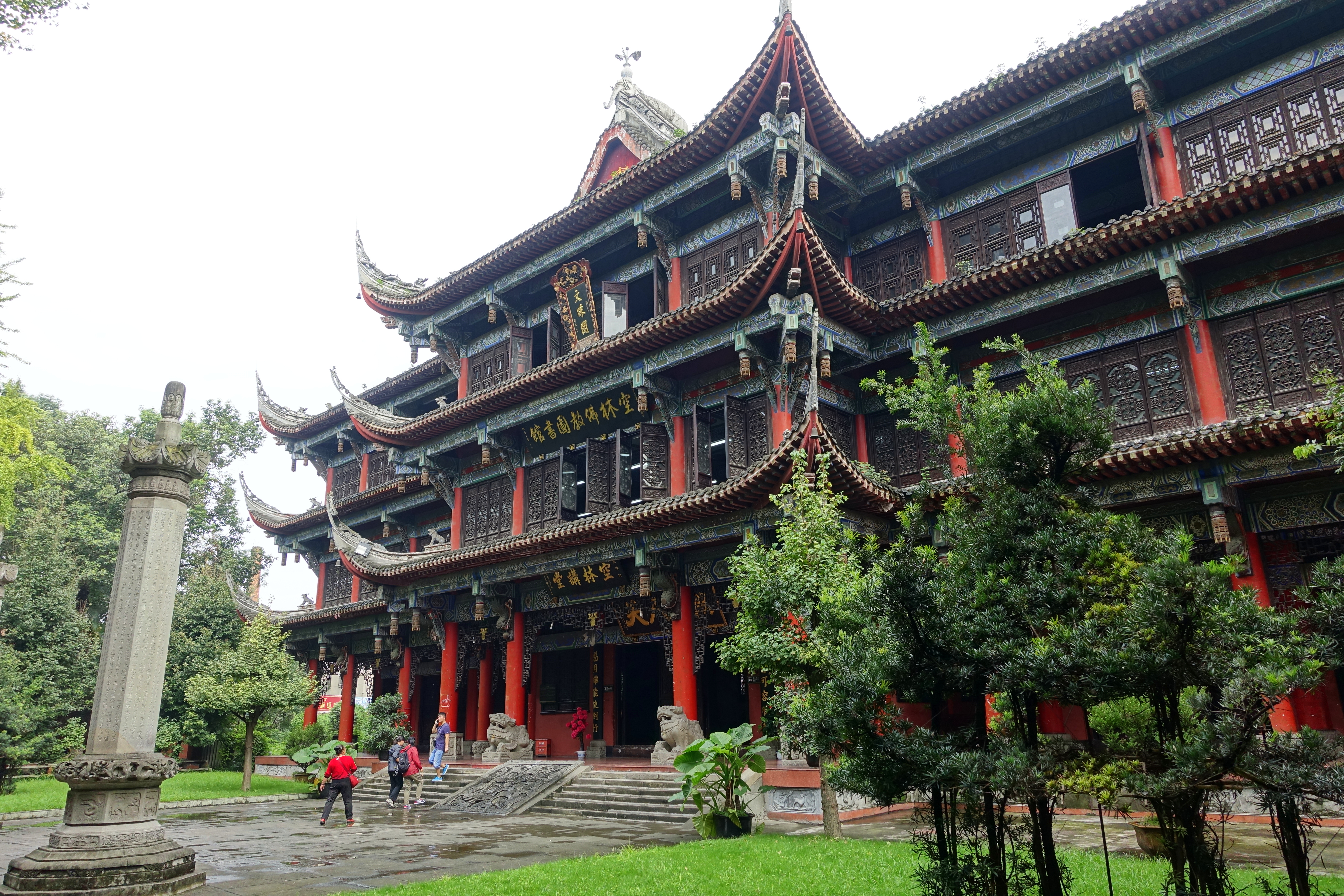
Świątynia Wenshu

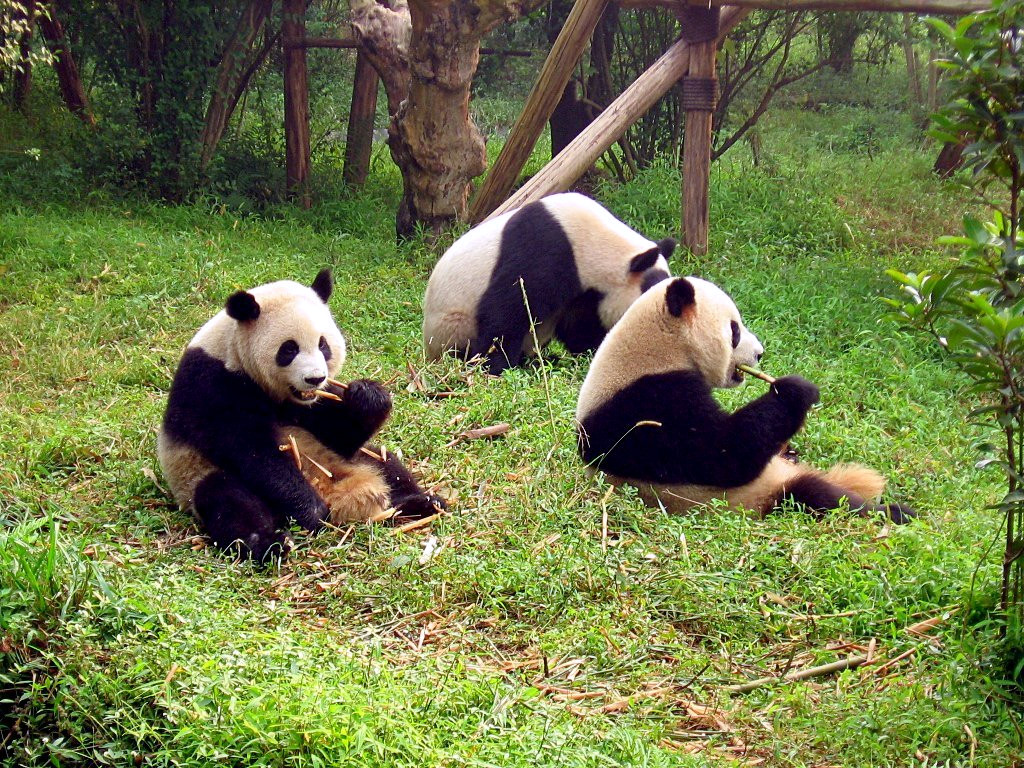
Ośrodek badawczy i rozrodczy pandy wielkiej w Chengdu

Lista najważniejszych atrakcji turystycznych w mieście:
- Góra Qinhcheng
- Świątynie[78]: 
  - Markiza Wu (Wuhou) (kompleks pawilonów i ogrodów);
  - Qingyang (Świątynia Zielonej Kozy);
  - Wenshu (licząca 1200 lat; obecne budynki pochodzą z XVIII wieku);
  - Zhaojue;
  - Daci;
- Dom Du Fu;
- Klasztor Boskiego Światła;
- muzeum/ruiny Jinsha;
- muzeum Sanxingdui[79];
- zabytkowa zabudowa miasteczka Huanglongxi[80];
- zabytkowa zabudowa miasteczka Luodai[81];
- zabytkowa zabudowa miasteczka Anren[82];
- System irygacyjny Dujiangyan;
  - Świątynia ukrytego smoka (Fulongguan);
- Wangjianglou (Park Pawilonu Widoku na Rzekę)[83];
  - Pawilon Chongli w Wangjianglou, zbudowany dla upamiętnienia Xue Tao;
- Syczuańskie Sanktuaria Pand Gigantycznych (zespół 7 rezerwatów i 9 parków krajobrazowych, częściowo znajdujących się na obszarze Chengdu, w których żyje 30 procent populacji Pandy wielkiej)[84].

## Sport

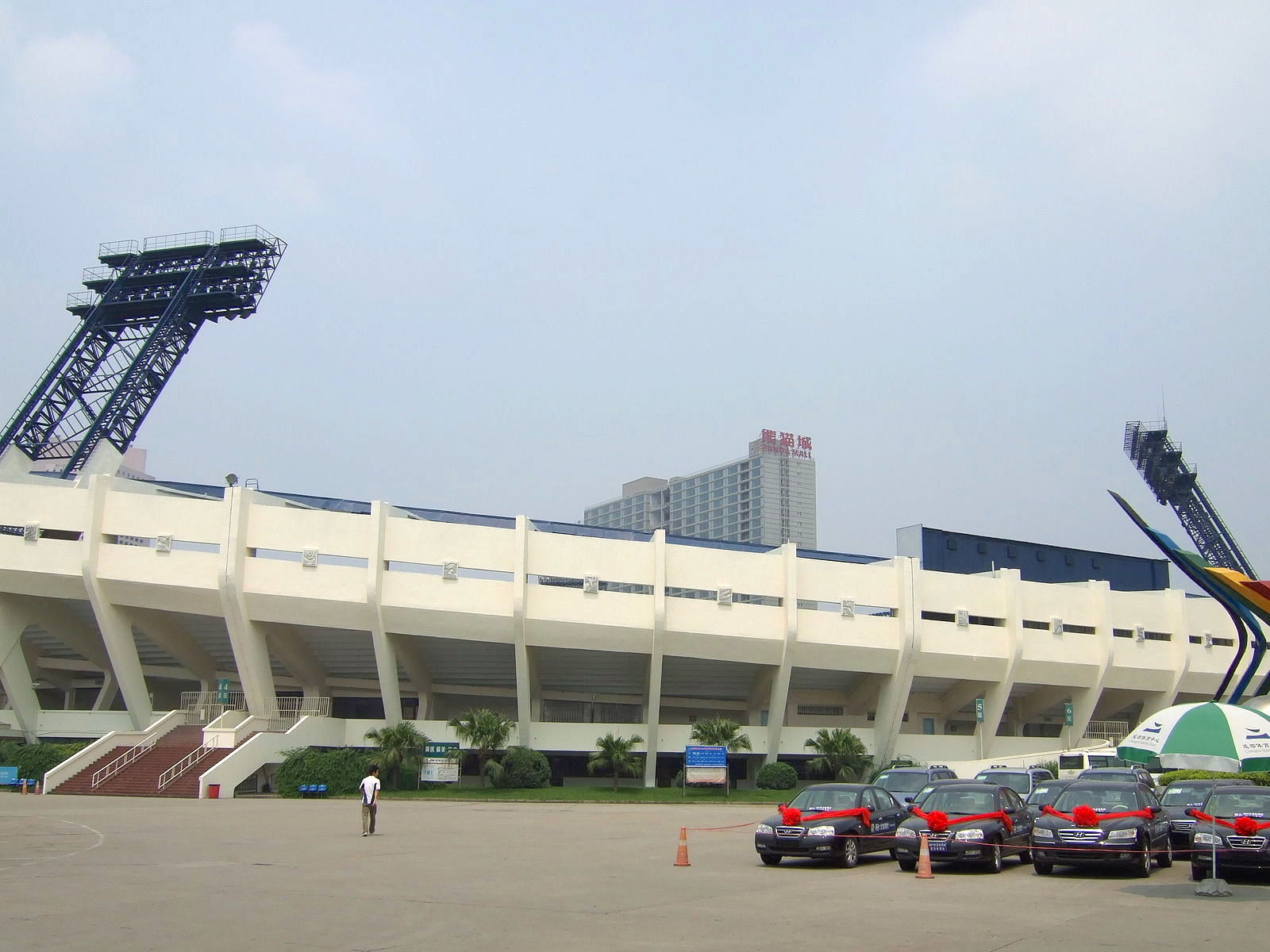
stadion Chengdu Sports Centre

W 2022 roku w Chengdu ma się odbyć przeniesiona z 2021 roku letnia Uniwersjada.
Miasto było gospodarzem międzynarodowych imprez sportowych m.in.:
- w 2004 roku Pucharu Azji w Piłce Nożnej (współgospodarz)
- w 2007 roku Mistrzostw Świata w Piłce Nożnej Kobiet (współgospodarz)
- w 2009 roku World Cyber Games
- w 2010 roku Mistrzostw świata w pięcioboju nowoczesnym
- turnieju snookera International Championship w latach 2012, 2013 i 2014
- w 2017 roku Mistrzostw Świata U18 w koszykówce 3x3

Od 2016 roku organizowany jest w mieście turniej tenisowy rangi ATP Tour 250 – Chengdu Open.
W mieście od 2014 roku odbywa się międzynarodowy młodzieżowy turniej piłki nożnej Panda Cup.
W Chengdu swoją siedzibę mają następujące kluby sportowe:
- Chengdu Xingcheng Renju – piłka nożna (China League One);
- Sichuan Jiuniu – piłka nożna (China League One);
- Sichuan Blue Whales – koszykówka (Chinese Basketball Association);
- Chengdu Hunters – sport elektroniczny (Overwatch League).

W Chengdu znajdują się różne obiekty sportowe m.in.:
- wielofunkcyjny stadion Chengdu Sports Centre o pojemności 42 tysięcy widzów;
- stadion Longquanyi o pojemności 27 tysięcy widzów;
- wielofunkcyjny stadion Dujiangyan Phoenix o pojemności ponad 12 tysięcy widzów.
- Sichuan International Tennis Center – centrum tenisowe z głównym kortem o pojemności 6 tysięcy widzów[85].

W związku z wybraniem Chengdu na gospodarza letniej Uniwersjady wybudowano szereg obiektów sportowych: dwa stadiony o pojemności 60 i 40 tysięcy widzów oraz kilka hal sportowych o pojemności ponad 10 tysięcy widzów.
W dystrykcie Dayi znajduje się Xiling Snow Mountain, największy ośrodek narciarski w południowo-zachodnich Chinach.

## Współpraca
Miasta i regiony partnerskie Chengdu (stan na 1.01.2020).
| - Montpellier, Francja (od 1981) - Lublana, Słowenia (od 1981) - Linz, Austria (od 1983) - Kōfu, Japonia (od 1984) - Phoenix, Stany Zjednoczone (od 1987) - Winnipeg, Kanada (od 1988) - Mechelen, Belgia (od 1993) - Palermo, Włochy (od 1999) - Kimch'ŏn, Korea Południowa (od 2000) - Medan, Indonezja (od 2002) - prowincja Dalarna, Szwecja (od 2004) - Bonn, Niemcy (od 2009) - Sheffield, Wielka Brytania (od 2010) - Wołgograd, Rosja (od 2011) - prowincja Brabancja Flamandzka, Belgia (od 2011) - Honolulu, Stany Zjednoczone (od 2011) - Maastricht, Holandia (od 2012) - Perth, Australia (od 2012) | - Horsens, Dania (od 2013) - Bengaluru, Indie (od 2013) - Hajfa, Izrael (od 2013) - hrabstwo Fingal, Irlandia (od 2014) - prowincja Chiang Mai, Tajlandia (od 2015) - Lahaur, Pakistan (od 2015) - Hamilton, Nowa Zelandia (od 2015) - Łódź, Polska (od 2015) - Zapopan, Meksyk (od 2015) - Daegu, Korea Południowa (od 2015) - Fez, Maroko (od 2016) - Recife, Brazylia (od 2016) - Katmandu, Nepal (od 2016) - Luang Prabang, Laos (od 2017) - La Plata, Argentyna (od 2018) - Maputo, Mozambik (od 2018) - Homel, Białoruś (od 2018) - Gold Coast, Australia (od 2019) |

## Znane osoby
W Chengdu urodziły się m.in. następujące osoby:
| - Ba Jin – pisarz - Bai Ling – aktorka - Tiger Chen – aktor - Li Donghua – lekkoatleta - Fala Chen - aktorka - Huajian Gao - inżynier mechaniki - Huang Qi – aktywista i obrońca praw człowieka - Chen Jing – siatkarka - Li Peng – polityk - Li Yuchun – aktorka i piosenkarka - Meng Wanzhou – menedżer i przedsiębiorca - Van C. Mow - bioinżynier - Derek Parfit – profesor - Ren Qian – skoczkini do wody - Tan Jian – lekkoatletka - Tang Qianhui – tenisistka | - Qi Wei – aktor i piosenkarz - Xu Xiaoxi – reżyser i scenarzysta - Yan Zi – tenisistka - Yang Hongying – pisarka - Yu Jie – pisarz i aktywista - Yue Hong – aktorka - Luo Yunxi – aktor i piosenkarz - Kang Zhang – naukowiec z dziedziny okulistyki - Jane Zhang – wokalistka popowa - Zhang Liyin – wokalistka popowa - Zhang Rongfang – siatkarka - Zhao Ermi - herpetolog - Zheng Jie – tenisistka - Zhou Yang – lekkoatletka - Zhou Yuelong – snookerzysta |